# Alain Deloin
 (janvier 2013).
Si vous disposez d'ouvrages ou d'articles de référence ou si vous connaissez des sites web de qualité traitant du thème abordé ici, merci de compléter l'article en donnant les références utiles à sa vérifiabilité et en les liant à la section « Notes et références ».
Alain Deloin (clin d'œil à Alain Delon) ou Akim est un acteur français de films pornographiques né le 20 février 1970.
Le pseudonyme fait référence au sketch des Inconnus "Tournez ménages" (1990).
Il commence sa carrière professionnelle au début des années 1990. Il tourne beaucoup pour le « hardeur » et réalisateur français Pierre Woodman, notamment pour ses célèbres Private Casting X et Hustler: Anal Intensive et le très primé Pyramid, ainsi que ses deux suites.

## Filmographie sélective
- The Perfectionist 1, 2, 3 de Pierre Woodman : Marc Storm
- Sex Carnage 1, 2, 4
- Xcalibur 1, 2, 3 (2007) : Merlin